# Nouveau stade de San José
Le Nouveau stade de San José (en espagnol : Nuevo Estadio de San José), est un futur stade de football espagnol situé à San José, quartier de la ville de Saragosse, en Aragon.
Le stade, doté de 43 000 places, servira d'enceinte à domicile à l'équipe de football du Real Saragosse.

## Histoire
Issu d'un projet de l'architecte Joaquín Sicilia, le futur stade a pour but de remplacer le Stade de La Romareda,,,,.